# John Robert Schrieffer
John Robert Schrieffer (ur. 31 maja 1931 w Oak Park, zm. 27 lipca 2019 w Tallahassee) – amerykański fizyk, laureat Nagrody Nobla w dziedzinie fizyki w 1972 roku; nagrodę otrzymał wspólnie z Johnem Bardeenem oraz Leonem Cooperem za sformułowanie teorii nadprzewodnictwa, nazwanej później teorią BCS.

## Życiorys
Urodził się w Oak Park, jednak wkrótce rodzina przeniosła się do Manhasset (stan New York), a następnie do Eustis (Floryda). W 1949 roku skończył Eustis High School, po czym kontynuował studia w zakresie elektrotechniki i fizyki w Massachusetts Institute of Technology (MIT) w Cambridge (Massachusetts). Bachelor’s degree w dziedzinie fizyki uzyskał w 1953 roku, a Ph.D. w 1957 roku w University of Illinois at Urbana-Champaign. Już w czasie studiów pracował, wspólnie z Leonem Cooperem, pod kierownictwem Johna Bardeena w University of Illinois, wyjaśniając przyczyny wysokiego przewodnictwa elektrycznego metali w niskich temperaturach.
W następnych latach był:
- wykładowcą w University of Chicago (1957–1959) i University of Illinois (1959–1962)
- profesorem fizyki (od 1964 Mary Amanda Wood professor) w University of Pennsylvania w Filadelfii
- Andrew D. White professor w Cornell University (1969-1975)
- profesorem fizyki, później dyrektorem Institute for Theoretical Physics, w University of California, Santa Barbara (od 1980)

Na początku lat 90. przeniósł się do Tallahassee, gdzie otrzymał stanowisko eminent scholar professor we Florida State University i objął kierownictwo naukowe w National High Magnetic Field Laboratory. Odszedł na emeryturę w roku 2006.

## Osiągnięcia naukowe i wyróżnienia
Teoretyczne podstawy nadprzewodnictwa John Bardeen, Leon Cooper i John Robert Schrieffer opracowali w 1957 roku, formułując teorię nazwaną później teorią BCS, od inicjałów ich nazwisk. Pierwsze wydanie książki Johna R. Schrieffera „Theory of Superconductivity” ukazało się w 1964 roku, a w roku 1972 twórcy teorii BCS zostali uhonorowani Nagrodą Nobla w dziedzinie fizyki
W ostatnim okresie pracy zawodowej John Robert Schrieffer zajmował się problemami magnetyzmu materii skondensowanej i nadprzewodnictwem wysokotemperaturowym.
Poza Nagrodą Nobla John Robert Schrieffer otrzymał też wiele innych nagród i tytułów honorowych, m.in.:
- Oliver E. Buckley Solid State Physics Prize
- John Ericsson Award od American Society of Swedish Engineers
- Comstock Prize od National Academy of Sciences
- National Medal of Science

Jest członkiem m.in. National Academy of Sciences w Waszyngtonie, American Physical Society (funkcja prezesa), Rady Naukowej International Centre for Theoretical Physics (Triest).
W 2002 roku wydano w „World Scientific Series in 20th Century Physics” książkę Selected Papers of J. Robert Schrieffer: Celebration of His 70th Birthday.

## Życie prywatne
Schrieffer ożenił się z Anne Grete Thomsen w 1960 roku. Mieli troje dzieci.
We wrześniu 2004 roku, jako 74-letni kierowca, spowodował wypadek samochodowy, w którym zginęła jedna osoba, a siedem innych zostało rannych. W listopadzie 2005 roku został skazany na karę 2 lat pozbawienia wolności.